# Jesper Juul (dirigent)
 For alternative betydninger, se Jesper Juul. (Se også artikler, som begynder med Jesper Juul)
Jesper Windahl Juul (født 5. marts 1973 i Thisted) er en dansk dirigent og basunist. Han er uddannet som basunist fra Det Jyske Musikkonservatorium og dirigent fra Det Kongelige Danske Musikkonservatorium.
Jesper Juul har siden 1996 været 1. solobasunist i DR SymfoniOrkestret.
Fra 2009 har han været første gæstedirigent ved Prinsens Musikkorps. Han har tidligere vundet priser ved dirigentkonkurrencen European Conductors Competition (andenplads i 2000 og førsteplads i 2003) og også vundet priser med Lyngby-Taarbæk Brass Band, som han dirigerede fast fra 1995-2004. Yderligere har han gæstedirigeret DR SymfoniOrkestret, Athelas Sinfonietta, Aarhus Symfoniorkester, DR UnderholdningsOrkestret, Odense Symfoniorkester, Aarhus Sinfonietta, m.fl.